# Arnold Stang
Pour les articles homonymes, voir Stang.
Arnold Stang est un acteur américain né le 28 septembre 1918 à New York (États-Unis) et mort à Newton, Massachusetts le 20 décembre 2009.
Stang et sa femme JoAnne (née Taggart) vécurent à New Rochelle, New York, puis à Greenwich, Connecticut, vers la fin de sa vie, à Needham, Massachusetts. Le couple eut deux enfants, David et Deborah. JoAnne Stang était une journaliste connue pour écrire des profils de personnalités de l’industrie du divertissement

## Filmographie

### Années 1940
- 1942 : Ma sœur est capricieuse (My Sister Eileen) : Jimmy
- 1942 : Sept Jours de perm (Seven Days' Leave) de Tim Whelan : Bitsy
- 1943 : They Got Me Covered : Drugstore boy
- 1943 : Happy Birthdaze : Shorty
- 1943 : The Marry-Go-Round : Shorty
- 1944 : The Henpecked Rooster : Herman (voix)
- 1944 : Moving Aweigh : Shorty (voix)
- 1945 : Let's Go Steady : Chet Carson
- 1946 : Laughter in Paris (TV)
- 1946 : Cheese Burglar : Herman (voix)
- 1947 : Naughty But Mice : Herman (voix)
- 1948 : So This Is New York : Western Union Clerk
- 1949 : School House (série télévisée)
- 1949 : Campus Capers : Herman (voix)

### Années 1950
- 1950 : Expectant Father
- 1950 : Mice Meeting You : Herman (voix)
- 1950 : Voice of the Turkey : Turkey (voix)
- 1951 : The Billy Bean Show (série télévisée) : Billy Bean
- 1951 : Mice Paradise : Herman (voix)
- 1951 : Two Gals and a Guy : Bernard
- 1951 : Cat Tamale : Herman (voix)
- 1952 : Cat Carson Rides Again : Herman (voix)
- 1952 : City Kitty : Herman (voix)
- 1952 : Mice-capades : Herman (voix)
- 1953 : Of Mice and Magic : Herman (voix)
- 1953 : Herman the Catoonist : Herman (voix)
- 1953 : Drinks on the Mouse : Herman (voix)
- 1953 : Northwest Mousie : Herman (voix)
- 1948 : The Milton Berle Show (série télévisée) : Regular (1953-55) (unknown episodes)
- 1954 : Surf and Sound : Herman (voix)
- 1954 : Of Mice and Menace : Herman (voix)
- 1954 : Ship A-Hooey : Herman (voix)
- 1954 : Rail Rodents : Herman (voix)
- 1949 : The Goldbergs (série télévisée) : Seymour (unknown episodes, 1954-1955)
- 1955 : Robin Rodenthood : Herman (voix)
- 1955 : Bicep Built for Two : Herman (voix)
- 1955 : Mouse Trapeze : Herman (voix)
- 1955 : Mousieur Herman : Herman (voix)
- 1955 : L'Homme au bras d'or (The Man with the Golden Arm) : Sparrow
- 1956 : Mouseum : Herman (voix)
- 1956 : Will Do Mousework : Herman (voix)
- 1956 : Mousetro Herman : Herman (voix)
- 1956 : Washington Square (série télévisée)
- 1956 : Hide and Peak : Herman (voix)
- 1957 : Cat in the Act : Herman (voix)
- 1957 : Sky Scrappers : Herman (voix)
- 1957 : From Made to Worse : Herman (voix)
- 1957 : One Funny Knight : Herman (voix)
- 1958 : Frighty Cat : Herman (voix)
- 1958 : You Said a Mouseful : Herman (voix)
- 1959 : Owly to Bed : Herman (voix)
- 1959 : Fun on Furlough : Herman (voix)
- 1959 : Matty's Funday Funnies (série télévisée) : Herman, Additional Voices
- 1959 : Katnip's Big Day : Herman (voix)

### Années 1960
- 1960 : Alakazam, le petit Hercule (Saiyu-ki) : Lulipopo (voix)
- 1961 : Dondi : Peewee
- 1962 : Les Amours enchantées (The Wonderful World of the Brothers Grimm) de George Pal : Rumpelstiltskin
- 1963 : Un monde fou, fou, fou, fou (It's a Mad Mad Mad Mad World) de Stanley Kramer : Ray
- 1965 : Pinocchio dans l'espace : Nurtle the Turtle (voix)
- 1964 : Broadside (série télévisée) : Ship's Cook 1st Class Stanley Stubbs (unknown episodes, 1965)
- 1966 : Second Fiddle to a Steel Guitar : Jubal A. Bristol
- 1968 : Skidoo (Skidoo) : Harry
- 1969 : Hello Down There de Jack Arnold : Jonah
- 1969 : La Panthère rose ("The Pink Panther Show") (série télévisée) : Catfish (unknown episodes)

### Années 1970
- 1970 : Hercule à New York (Hercules in New York) : Pretzie
- 1972 : Marco Polo Junior Versus the Red Dragon : The Delicate Dinosaur (voix)
- 1976 : Sweat Hog Shark : Catfish (voix)
- 1976 : Mama : Catfish (voix)
- 1977 : Raggedy Ann & Andy: A Musical Adventure : Queasy (voix)
- 1977 : The Fourth King (TV) : The Turtle (voix)
- 1978 : Yogi's Space Race (en) (série télévisée) : Top Cat (voix)
- 1978 : To Catch a Halibut : Catfish

### Années 1980
- 1980 : Pogo for President: 'I Go Pogo' : Cherchy LaFemme (voix)
- 1951 : C'est déjà demain ("Search for Tomorrow") (série télévisée) : N.O. Poindexter (unknown episodes, 1986)
- 1987 : No Man's Valley : Fred Firmwing (voix)
- 1987 : Lyle, Lyle Crocodile: The Musical: The House on East 88th Street : Bird
- 1987 : Top Cat and the Beverly Hills Cats : Top Cat (voix)

### Années 1990
- 1990 : Papa est un fantôme (Ghost Dad) : Mr. Cohen, elderly patient
- 1990 : Wake, Rattle & Roll (série télévisée) : Top Cat (voix)
- 1991 : Clippers (TV) : Leonard
- 1993 : Denis la Malice (Dennis the Menace) : Photographer
- 1995 : The Buick Berle Show, 1954 (vidéo) : Francis